# Kanō Hōgai
Kanō Hōgai (狩野 芳崖?   Chōfu, Shimonoseki, Japón, 27 de febrero de 1828 - 5 de noviembre de 1888) fue un pintor japonés, perteneciente a la escuela Kanō. Uno de los últimos pintores Kanō, sus obras reflejan las profundas tradiciones de la escuela, aunque Hōgai experimentó con métodos y estilos occidentales. Al igual que sus predecesores, Hōgai pintó sobre una gran variedad de temas, pero es quizás más conocido por sus pinturas de halcones y dragones.

## Biografía
Hōgai nació el 27 de febrero de 1828 en Chōfu, Shimonoseki, como hijo del pintor en jefe del daimio de la localidad. Fue enviado a Edo a la edad de 18 años para estudiar pintura, dónde permanecería allí durante diez años y estudiaría con Kanō Shōsenin, así como también otros grandes artistas de la época. Más adelante, se le fue comisionado realizar las pinturas del techo para el Castillo Edo. También recibió el honor de exhibir algunas de sus obras en la Exposición Internacional de París de 1876.
Sin embargo y, a pesar de estos honores, la agitación económica creada por la caída del shogunato en 1868 obligó a Hōgai a buscar sustento a través de métodos más mundanos. Trabajó en la fundición, reclamó tierras y dirigió una tienda que vendía instrumentos de escritura. En 1877, regresó a Edo (ahora llamado Tokio) y trabajó para el acaudalado clan Shimazu; esto le dio la oportunidad de estudiar obras de algunos de los más grandes maestros de pintura de Japón, incluidos Sesshū Tōyō y Sesson Shukei.
En 1884, Hōgai atrajo la atención de Ernest Fenollosa, crítico de arte y coleccionista de Nueva Inglaterra, quien se hizo amigo de él y compró varias de sus pinturas. Junto con Fenollosa, Okakura Kakuzō y Hashimoto Gahō, Hōgai luego formaría parte de la denominada Kangakai (観画会 Sociedad de apreciación de pintura?). Kangakai fue una sociedad creada para llamar la atención sobre las artes tradicionales japonesas, particularmente el arte clásico de los períodos Heian y Nara, que comenzaba a ser seriamente descuidado, muchas obras vendidas o incluso destruidas debido al nuevo interés de Japón en Occidente.

## Galería

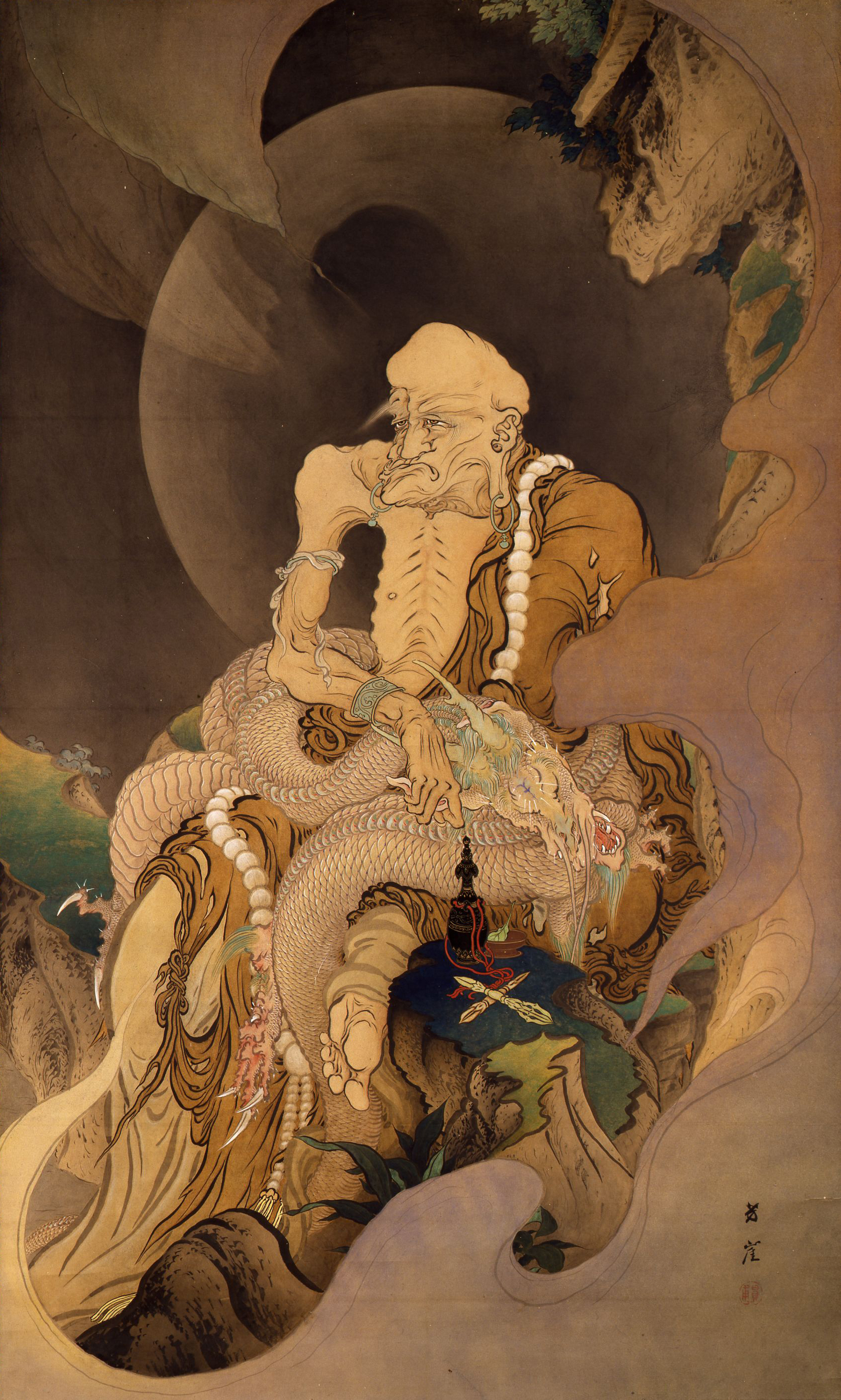
Fukuryu rakan zu, 1885.
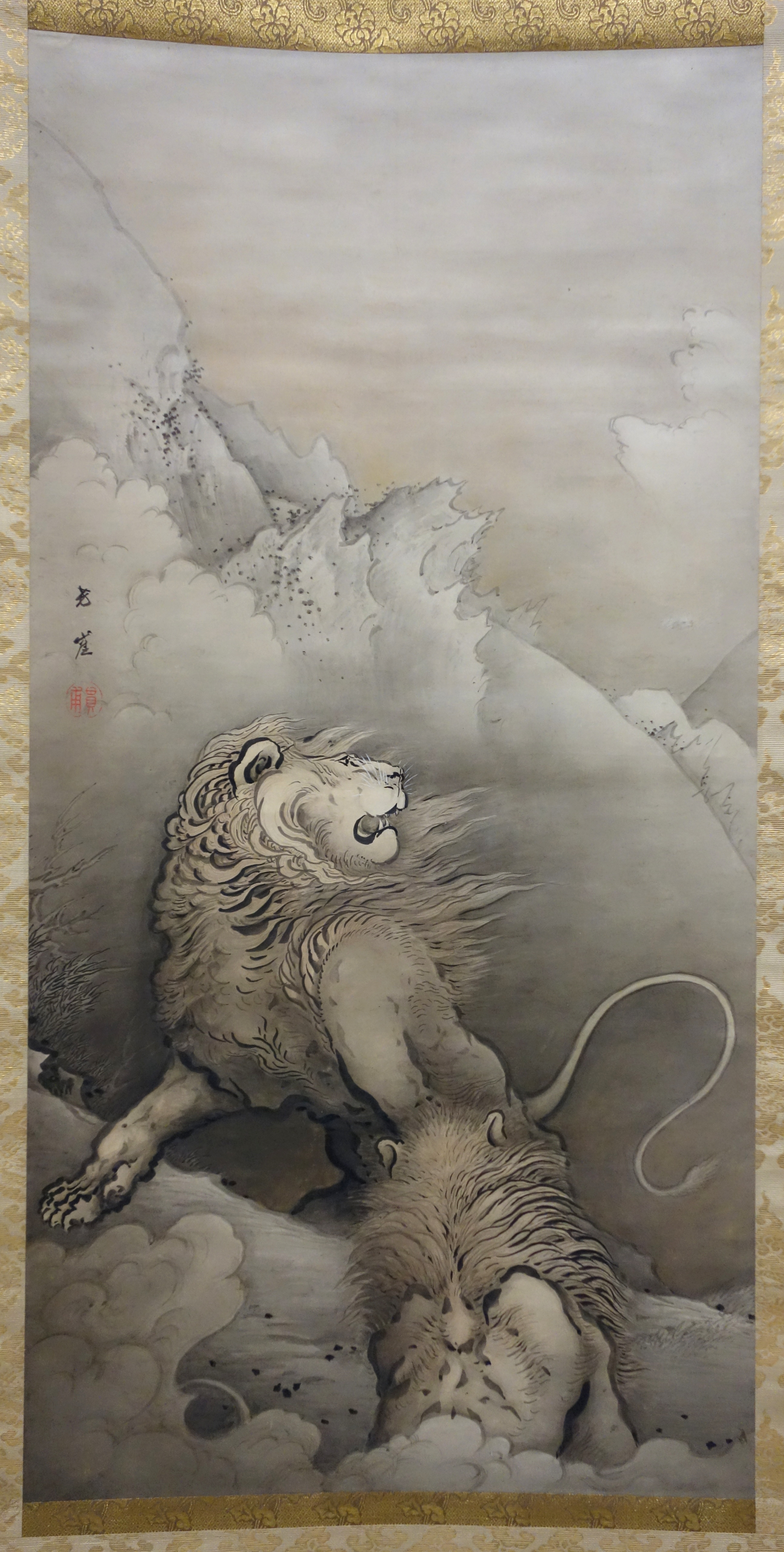
Leones, 1986.
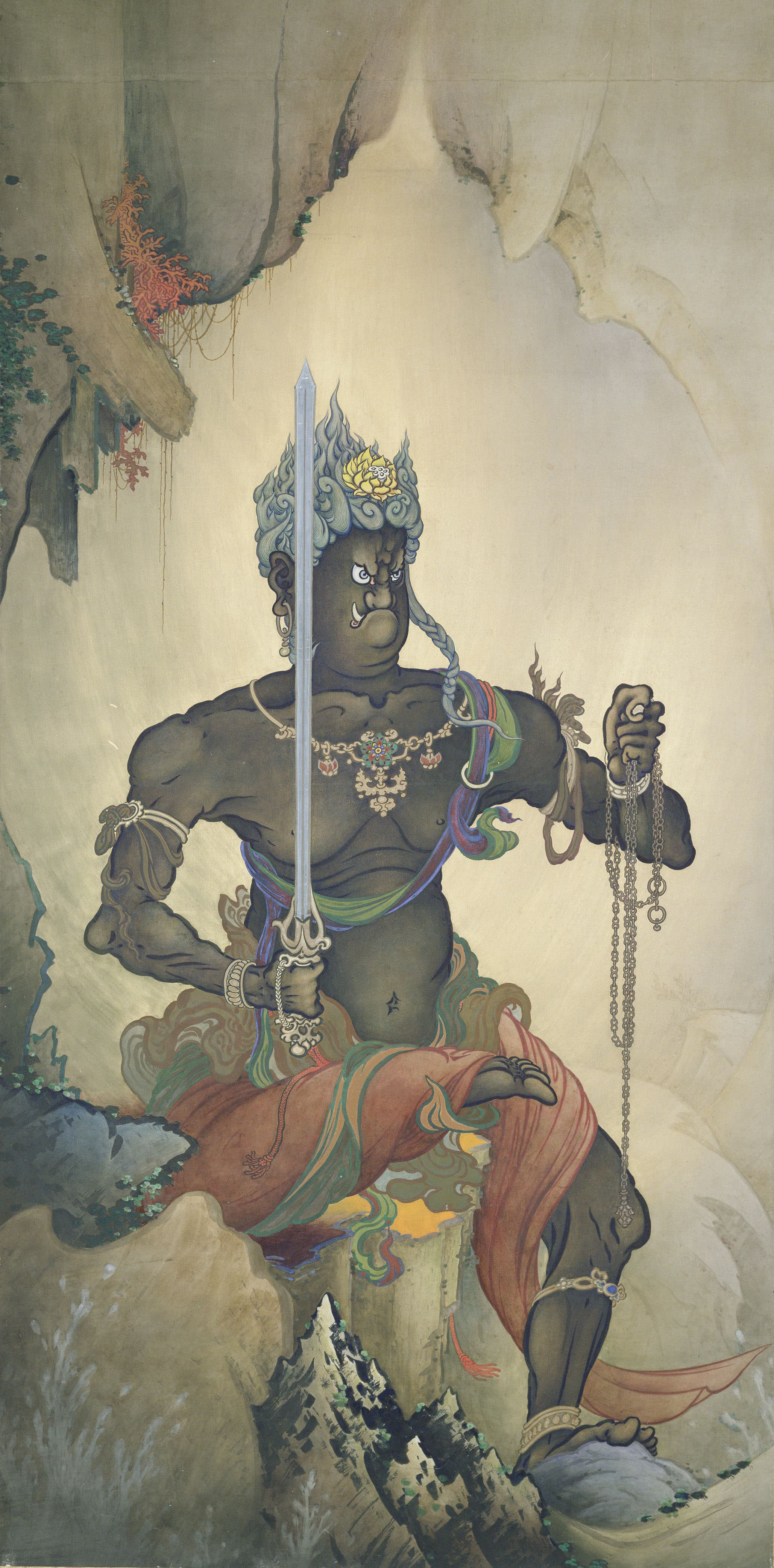
Fudō Myō-ō, 1887.
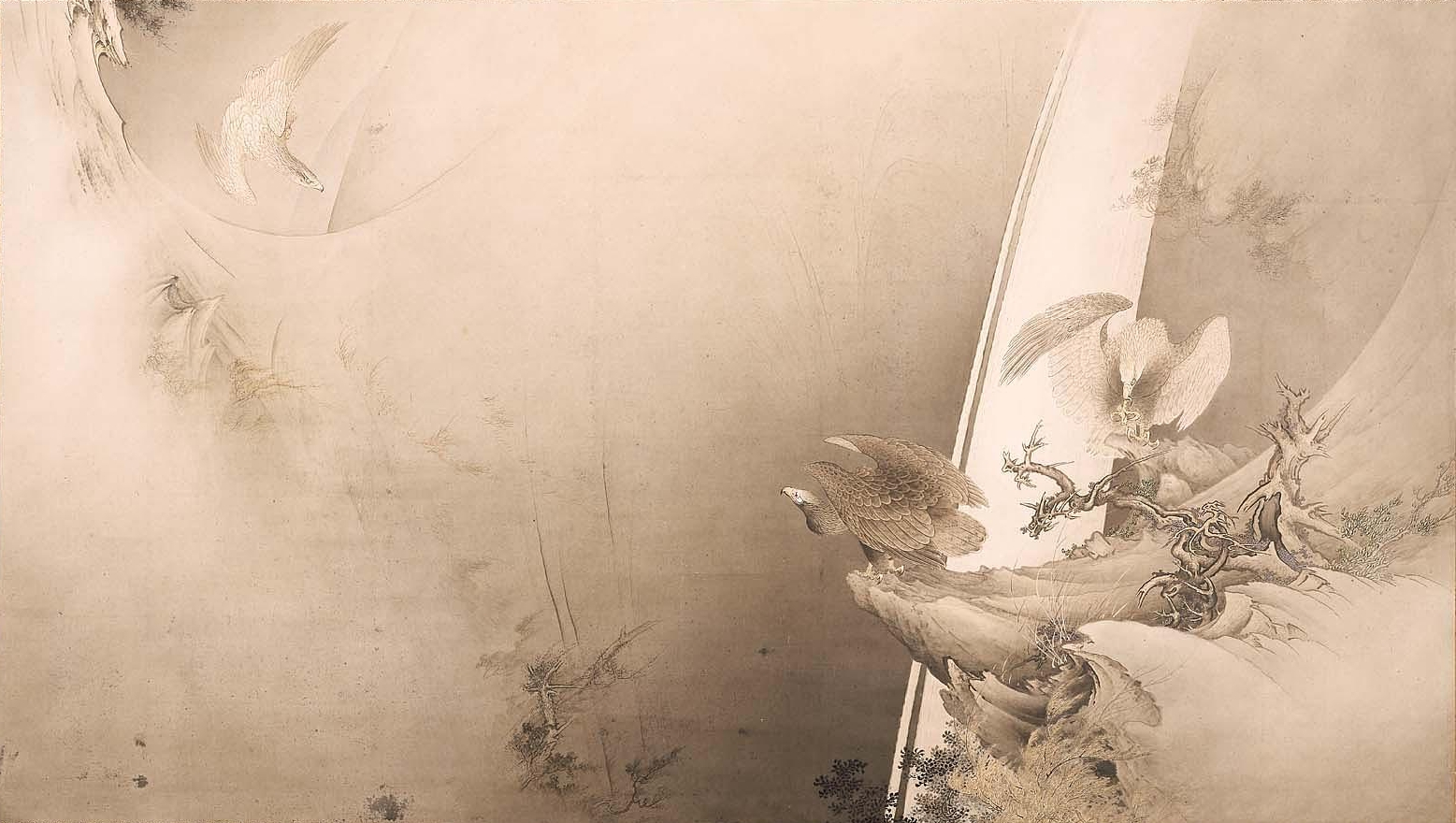
Águilas en un barranco, 1888. Museo de Bellas Artes de Boston.
Kannon misericordiosa, 1888.
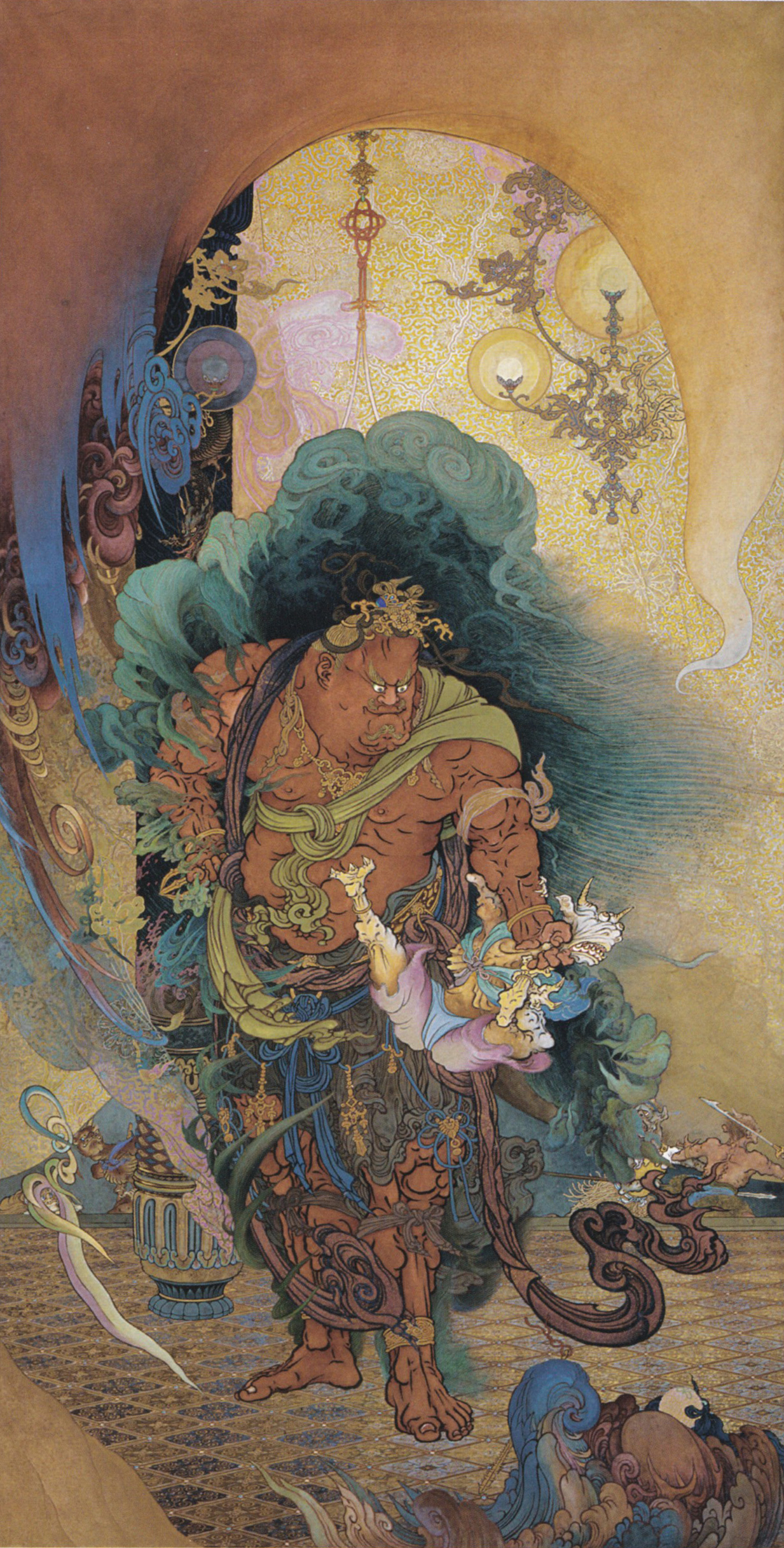
El Dios del templo, fecha desconocida.